# 漳州路
漳州路，元朝时设置的路。
至元十六年（1279年），升漳州为路，属福建等处行中书省。至元十七年陈桂龙、陈吊眼领导汉族、畲族人民起义于此。二十年并曾于路置福建行省。二十二年后属江浙等处行中书省。治所在龙溪县（今福建漳州市）。辖境相当今福建省九龙江流域及其西南地区。明朝洪武元年（1368年）改为漳州府。